# Валльдорф
Валльдорф (нім. Walldorf) — місто в Німеччині, у землі Баден-Вюртемберг. Підпорядковується адміністративному округу Карлсруе. Входить до складу району Рейн-Неккар.
Площа — 19,91 км2. Населення становить 15 545 ос. (станом на 31 грудня 2020).
Місто знамените білою спаржею.
Тут знаходиься штаб-квартира корпорації SAP SE.

## Галерея

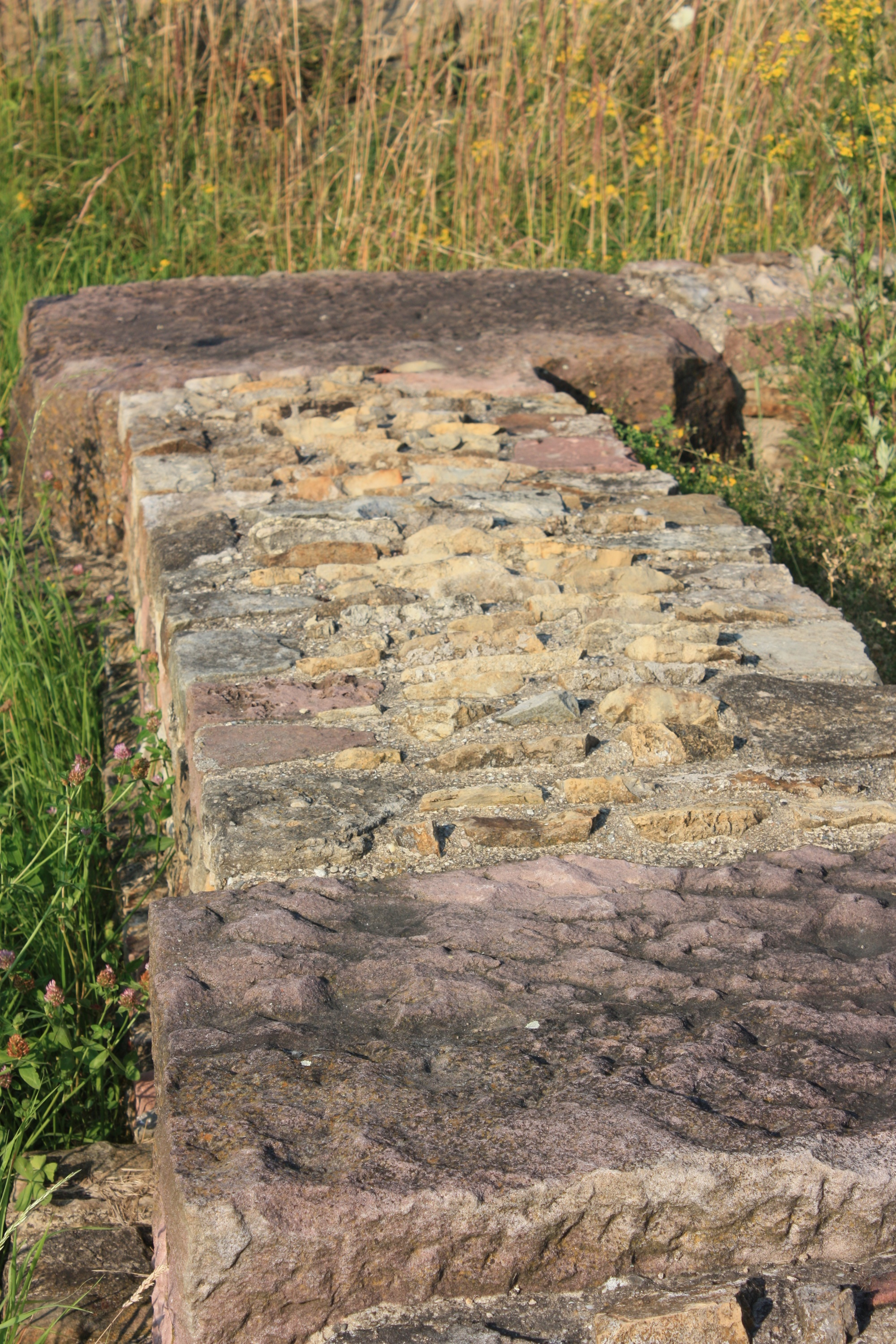
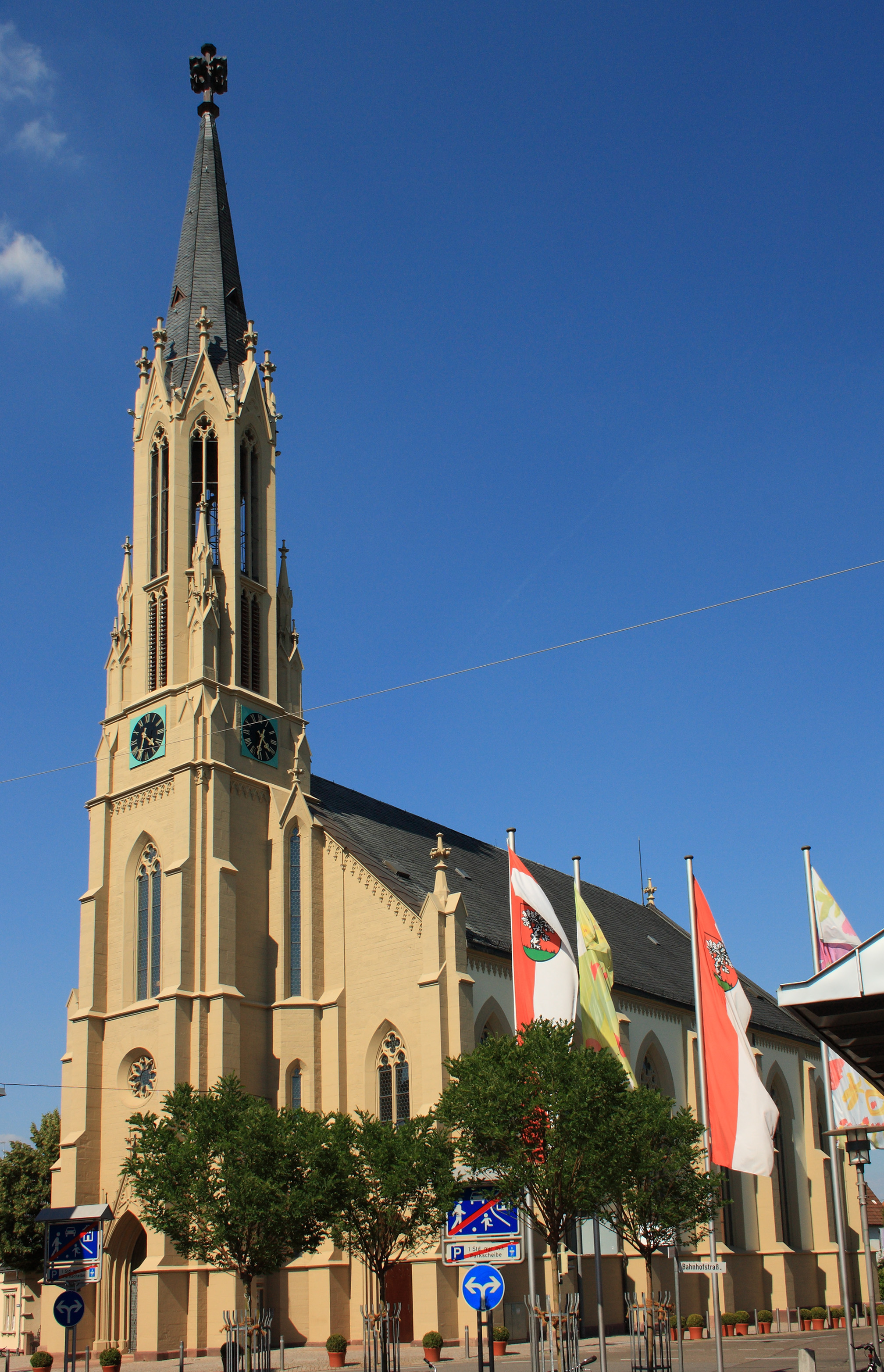
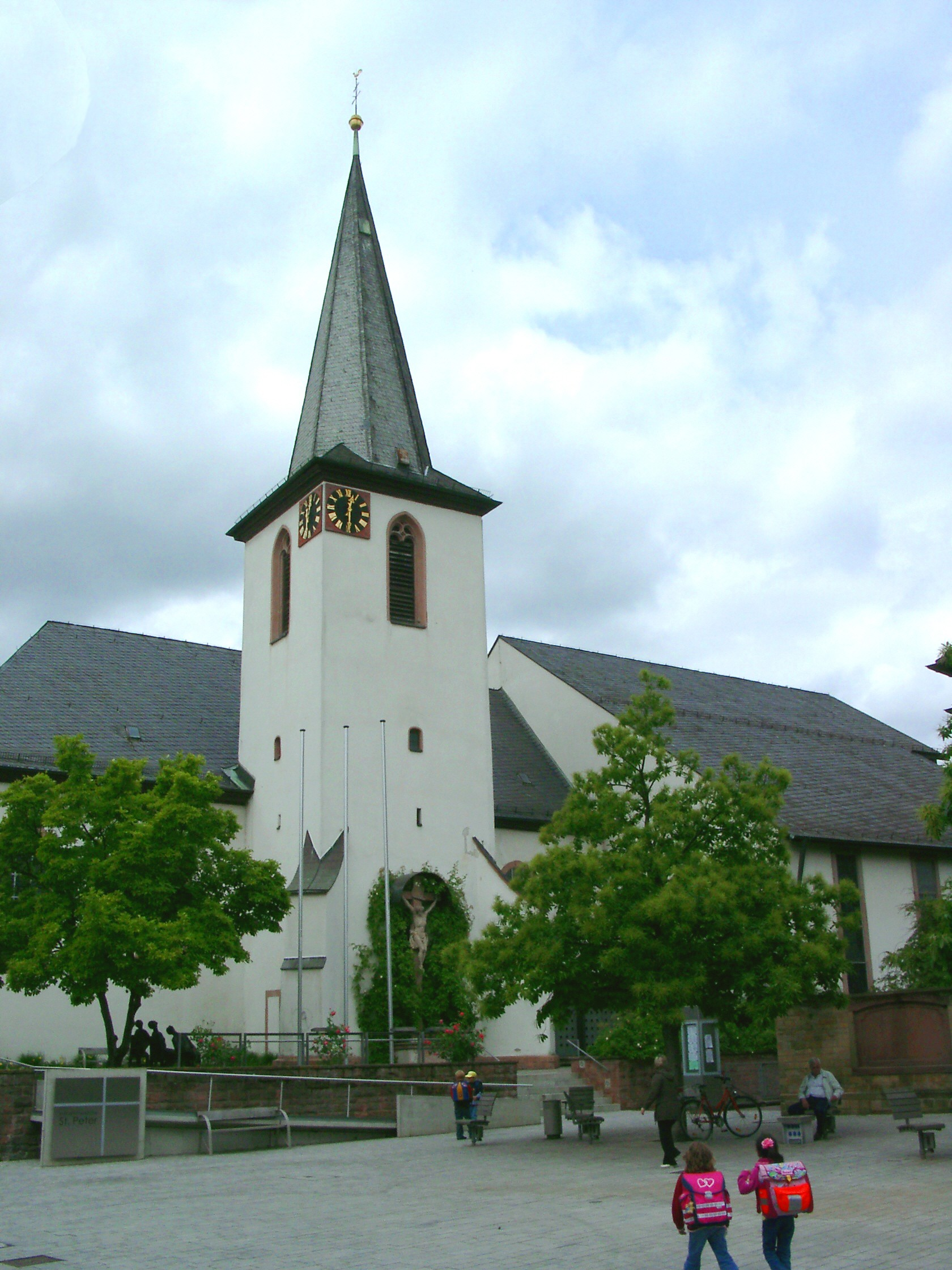
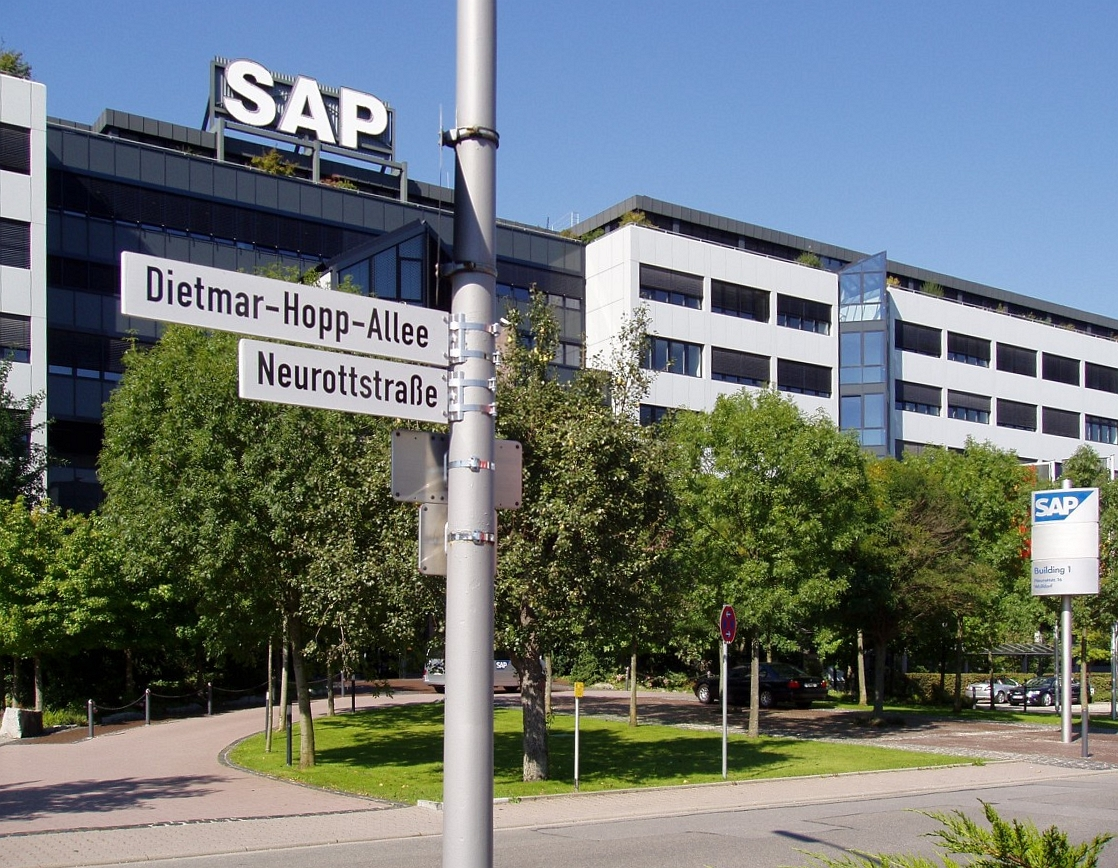